# Сулейман ібн Абдалла ібн Тахір
Сулейман ібн Абдалла ібн Тахір (*д/н — 879) — державний діяч Аббасидського халіфату.

## Життєпис
Походив з династії Тахіридів. Молодший син еміра Абдалли ібн Тахіра. Народився на початку 840-х років у Нішапурі. У 851 році призначено валі Табаристана. Втім, через молодий вік фактичним правителем був його радник Мухаммад ібн Аус, який сприяв впливу свого роду в цій провінції. Водночас ібн Аус сприяв посиленню податкового тягаря, що зрештою призвело до масового невдоволення й послаблення влади Тахіридів у Табаристані. У 854 році втратив свою посаду й перебрався до Багдада.
У 864 році призначається знову валі Табаристану. Втім, вступив у конфлікт з небожем Мухаммадом ібн тахіром, еміром Хорасаном, що вважав цю провінцію своєю. До суперечностей між тахіридами додалося повстання на чолі із Гасааном ібн Зайдом. У боях при Амулі та Сарійя сулейман зазнав поразки й вимушений був залишити Табаристан, де утворилася самостійна держава Алавідів. У 865 році спробував відновити владу над Табаристаном, завдавши поразки Алавідам. Втім, невдовзі зазнав низки невдач, відступивши до Горгана. Ще одна спроба 866 року відвоювати Табаристан завершилася невдало. Слідом за цим Сулейман повернувся до Багдада.
У 869 році зумів отримати посади валі Багдаду і Саваду (південна Месопотамія), посунувши з першої свого брата Убайдаллу. Вимушений був приборкувати повстання арабів у Багдаді після того, як халіфа аль-мутазза було повалено. У 870 році почалися протистояння між багдадською залогою та військами Сулеймана, які він привів з Табаристану. З 870 року вплив Сулейман обмежував Багдадом. Тут він вимушений був ділити владу з впливовим військовиком Мусою ібн Бугою та братом халіфа — Аль-Муваффаком, які фактично з 873 року керували Багдадом.
Помер Сулейман ібн Абдалла у 879 році. Його посаду отримав брат Убайдалла ібн Абдалла.